# Фібі Омлі
Фібі Джейн Фейргрейв Омлі (21 листопада 1902 — 17 липня 1975) — одна з піонерок американської авіації. Омлі була першою жінкою, яка отримала ліцензії авіаційного механіка та пілота транспортної авіації, а також першою жінкою, призначеною на федеральну посаду в галузі авіації.
Наприкінці 1920-х і на початку 1930-х років Омлі встановила кілька світових рекордів в авіації, зокрема рекордну на той час висоту стрибка з парашутом серед жінок. Вона також була першою жінкою, яка перетнула Скелясті гори на легкому літаку. Перша леді Елеонора Рузвельт вважала її однією з «одинадцяти жінок, завдяки чиїм досягненням можна сміливо говорити, що світ прогресує» (англ. …eleven women whose achievements make it safe to say the world is progressing.

## Ранні роки
Фібі Джейн Фейргрейв народилася в Де-Мойні, штат Айова, 21 листопада 1902 року і була єдиною дочкою в сім'ї Гаррі Дж. Парка та Медж Трейстер Парк. Після розлучення з Гаррі Парком Медж вийшла заміж за Ендрю Фергрейва, який усиновив двох її дітей, Фібі та Пола. Фібі з братом відвідували школу Оук-Парк у Де-Мойні до 12 років, потім родина переїхала до Сент-Пола, штат Міннесота.
Там Фейргрейв відвідувала школу Медісон і вищу школу механічних мистецтв (англ. Mechanic Arts High School), яку закінчила в 1920 році. Інтерес Фейргрейв до авіації виник за день до закінчення вищої школи, коли Міннеаполіс відвідав президент Вудро Вільсон . Візит президента Вільсона був відзначений урочистим прольотом літаків, що стало першим авіашоу будь-якого роду, свідком якого була Фергрейв.

## Кар'єра в авіації
Невдовзі після закінчення середньої школи Фейргрейв кілька місяців працювала секретарем. Невдоволена своїми перспективами, вона почала відвідувати аеродром поблизу свого дому та намагалася переконати менеджера дозволити одному з його інструкторів польотів взяти її в політ. Нарешті менеджер погодився. Він вирішив, що зможе відбити інтерес Фейргрейв до авіації, виконуючи різноманітні маневри вищого пілотажу, щоб викликати у неї захитування. Натомість Фергрейв вимагала дедалі більше часу на польоти й після свого четвертого польоту використала частину свого спадку, щоб придбати біплан Curtiss JN-4.
Ще в підлітковому віці Фейргрейв почала виконувати трюки на крилі свого літака, поки інший пілот залишався за штурвалом. Вона навчилася висіти під літаком, вчепившись за мотузяну драбину зубами, стрибати з парашутом і танцювати чарльстон на верхньому крилі. Вона отримала контракт у кіно та виконала трюки вищого пілотажу для кіносеріалу «The Perils of Pauline».
Фейргрейв установила рекорд найвищого стрибка з парашутом для жінки, стрибнувши зі свого літака на висоті 4600 м над рівнем моря. Це був її перший політ з Верноном С. Омлі, який став її чоловіком. Після рекордного стрибка Фейргрейв і Омлі облетіли країну в барнстормінг-турне і зрештою одружилися в 1922 році.
У 1925 році подружжя Омлі переїхало до Мемфіса, штат Теннессі, де пропонувало місцевим жителям уроки пілотування та послуги механіка. У 1927 році Фібі стала першою жінкою, яка отримала ліцензії авіатехніка та пілота транспортної авіації .
У той час як Вернон і далі керував бізнесом і працював льотним інструктором, Фібі влаштувалася на роботу в Mono Aircraft Company. У 1928 році, вилетівши з міжнародного аеропорту Куад-Сіті на легкому літаку Monocoupe 90, Омлі встановила світовий рекорд висоти для жінок, досягнувши 7700 м над рівнем моря. Того ж року Омлі брала участь у Edsel Ford Air Tour і стала першою жінкою, яка перетнула Скелясті гори на легкому літаку. Пізніше Омлі приєдналася до жіночої авіаційної організації «Дев'яносто дев'ять» як учасниця-співзасновниця після участі в перегонах з Амелією Ерхарт.
Успіх Омлі як пілота був визнаний Національним комітетом Демократичної партії, і її найняли як пілота для перевезення жінки-спікера по всій країні під час президентської кампанії губернатора Франкліна Д. Рузвельта 1932 року. Після успішної кампанії президент Рузвельт призначив Омлі «Спеціальним радником з повітряної розвідки Національного консультативного комітету з аеронавтики». Це зробило її першою жінкою, яка отримала посаду у федеральної авіації.
5 серпня 1936 року Вернон Омлі загинув разом з сімома пасажирами, коли комерційний рейс, на борту якого вони перебували, розбився в Сент-Луїсі, штат Міссурі, при спробі приземлитися в умовах туману. Фібі Омлі негайно залишила свою посаду у Вашингтоні, округ Колумбія, і повернулася до Мемфіса. Після смерті чоловіка вона не поверталася до Вашингтона до 1941 року, коли вона отримала посаду старшого приватного спеціаліста з польотів Управління цивільної аеронавтики. Перебуваючи на цій посаді, Омлі з метою задовольнити гостру потребу в пілотах для участі у Другій світовій війні створила 66 льотних шкіл у 46 штатах, у тому числі школу в Таскіґі, штат Алабама, яка згодом готуватиме відомих льотчиків Таскіґі.
Разом з Бюро аеронавтики штату Теннессі вона створила експериментальну програму підготовки жінок як інструкторів. Перший набраний клас, десять жінок з різних штатів, навчався з вересня по лютий 1943 року, і мав на меті підтвердити міцне переконання Омлі, що «…якщо жінки можуть навчити чоловіків ходити, вони можуть навчити їх літати» (англ. «…if women can teach men to walk, they can teach them to fly»). Ці жінки й далі інструктували як чоловіків, так і жінок-пілотів у військових і цивільних програмах льотної підготовки, в тому числі WASP, жіночого підрозділу ПС США.
Незадоволена посиленням регулювання авіаційної промисловості федеральним урядом під керівництвом президента Гаррі Трумена, в 1952 році Омлі подала у відставку та пішла з авіації.

## Подальше життя
Після звільнення з Управління цивільної аеронавтики Омлі повернулася до Мемфіса і придбала ферму з вирощування великої рогатої худоби в Комо, штат Міссісіпі. Відсутність досвіду Омлі у фермерстві спричинила труднощі для бізнесу, тому близько 1957 року вона обміняла ферму на невелике кафе та готель у Ламберті, штат Міссісіпі. Готельний бізнес теж виявився невдалим для Омлі, і в 1961 році вона повернулася до Мемфіса.
Омлі періодично виступала перед авіаційними групами, висловлюючи свої занепокоєння з приводу посилення федерального регулювання індустрії, але з часом ці виступи відбувалися дедалі рідше та до 1970 року припинилися. Останні п'ять років життя Омлі провела самотньо у приватному будинку в Індіанаполісі, Індіана, хворіючи на рак легенів та алкоголізм. 17 липня 1975 року Омлі померла. Вона похована поруч зі своїм чоловіком на кладовищі Форест Гілл у Мемфісі.
У червні 1982 року в Міжнародному аеропорту Мемфіса була відкрита нова диспетчерська вежа, яку назвали на честь Фібі та Вернона Омлі.